# Edgar Pérez Greco
Édgar Fernando Pérez Greco (San Cristóbal, Estado Táchira, Venezuela; 16 de febrero de 1982) es un exfutbolista y entrenador venezolano que actualmente ejerce como director técnico en el Deportivo Táchira de la Primera División de Venezuela. Su abuelo, Gaetano Greco, fue uno de los fundadores de la plantilla aurinegra.
Pérez Greco jugaba como centrocampista o delantero y su último equipo fue el Deportivo Táchira de la Primera División de Venezuela.
Fue miembro de la selección de Venezuela desde el año 2006 hasta 2011.

## Selección nacional
| País      | Competencia               | Partidos | Goles |
| --------- | ------------------------- | -------- | ----- |
| Venezuela | Eliminatorias Brasil 2014 | 2        | 0     |
| Venezuela | Amistosos                 | 6        | 1     |

## Clubes

#### Jugador
| Club                | País      | Año       |
| ------------------- | --------- | --------- |
| Cortuluá            | Colombia  | 2003      |
| Deportivo Táchira   | Venezuela | 2004-2011 |
| ACD Lara            | Venezuela | 2011-2014 |
| Deportivo La Guaira | Venezuela | 2015      |
| Deportivo Táchira   | Venezuela | 2016-2021 |

#### Entrenador
| Club              | País      | Año           |
| ----------------- | --------- | ------------- |
| Deportivo Táchira | Venezuela | 2024-presente |

## Palmarés

### Jugador
| Club                | Título           | Año     |
| ------------------- | ---------------- | ------- |
| Deportivo Táchira   | Primera División | 2007-08 |
| Deportivo Táchira   | Primera División | 2010-11 |
| ACD Lara            | Primera División | 2011-12 |
| Deportivo La Guaira | Copa Venezuela   | 2015    |
| Deportivo Táchira   | Primera División | 2021    |

### Entrenador
| Club              | Título           | Año  |
| ----------------- | ---------------- | ---- |
| Deportivo Táchira | Primera División | 2024 |